# Brohinija
Brohinija (lat. Brocchinia), biljni rod iz porodice tamjanikovki. Pripada mu 20 priznatih vrsta iz tropskre Južne Amerike, točnije na sjeveru Brazila, Venezueli, Kolubiji i Gvajani. Tipična vrsta je B. paniculata, litofit ili epifit, opisan još 1830. godine.
Brocchinia uaipanensis sinonim je za Ayensua uaipanensis (Maguire) L.B.Sm.

## Vrste
1. Brocchinia acuminata L.B.Sm.
2. Brocchinia amazonica L.B.Sm.
3. Brocchinia cataractarum (Sandwith) B.Holst
4. Brocchinia cowanii L.B.Sm.
5. Brocchinia delicatula L.B.Sm.
6. Brocchinia gilmartiniae G.S.Varad.
7. Brocchinia hechtioides Mez
8. Brocchinia hitchcockii L.B.Sm.
9. Brocchinia maguirei L.B.Sm.
10. Brocchinia melanacra L.B.Sm.
11. Brocchinia micrantha (Baker) Mez
12. Brocchinia paniculata Schult. & Schult.f.
13. Brocchinia prismatica L.B.Sm.
14. Brocchinia reducta Baker
15. Brocchinia rupestris (Gleason) B.Holst
16. Brocchinia steyermarkii L.B.Sm.
17. Brocchinia tatei L.B.Sm.
18. Brocchinia vestita L.B.Sm.
19. Brocchinia wurdackiana B.Holst